# Serres
|  | No s'ha de confondre amb Sèrras. |

|  | Per a altres significats, vegeu «Les Serres». |

Serres (en grec Σέρρες Sérres, grec antic: Σέρραι Sérrai, turc Siroz, francès Serrès) és una ciutat de Grècia a la regió de Macedònia, capital de la prefectura de Serres, amb uns 60.000 habitants. Siris, Sérrai o Siropaíoneis (en grec antic Σίρις, Σέρραι, Σιροπαίονεις, gentilici siropaiones o siropeons) fou una ciutat del Regne de Macedònia a la plana de l'Estrímon a 24 km d'aquest riu, al peu de la muntanya Ménoikion o Menequea, i a 69 km al nord-est de Tessalònica. A partir del segle v la grafia habitual fou Serrhae. La població del municipi era de 58.287 habitants el 2011.

## Història
Els habitants, els siropeons, foren deportats per Darios el Gran a Àsia (496 aC) i el seu lloc ocupat pels odomants (odomantes). Heròdot l'anomena com Sirra; va pertànyer al regne de Macedònia i després a Roma. Dividit l'Imperi Romà va quedar a la part oriental. Va portar llavors els noms de Serrai i Ferrai fins que es va consolidar el nom amb la grafia Serrhae. En temps de Justinià I estava fortificada. Destruïda en circumstàncies no esmentades, el 803 fou reconstruïda per Nicèfor I el Logoteta, que hi va establir militars i la va fortificar extraordinàriament per resistir les invasions dels eslaus.
Constantí VII Porfirogènit l'esmenta com una polis de l'eparquia de Rhodope. Fou elevada a capital provincial metropolitana abans del 997. El 1185 la seva comarca fou assolada pels normands. El 1195 els búlgars hi van derrotar el sebastocràtor Isaac Comnè. El 1204 es va rendir sense lluita als llatins de Bonifaci de Montferrat que no obstant la van abandonar als búlgars el 1206, i aquestos la van destruir i la van deixar com una simple vila protegida per una ciutadella segons el testimoni de Jordi Acropolita. Els romans d'Orient la van recuperar el 1246 sota Joan III Ducas Làscaris Vatatzes i va conèixer un nou període de prosperitat; avançat el segle xiii consta com a capital del tema de Serres.
Stefan o Esteve Dušan la va conquerir el 25 de setembre de 1345 i en aquesta ciutat es va proclamar com a rei serbi amb el títol de «rei de Romania, Esclavònia i Albània» (25 de desembre de 1345) sent coronat l'any següent a Skopje. A la seva mort el 20 de desembre de 1355, la seva vídua Helena va seguir en el govern prop de deu anys, però l'agost o setembre del 1365 fou expulsada pel dèspota Jovan Uglješa Mrnjavčević, que va formar un petit estat centrar a Serres. Després de la batalla del riu Maritsa el 26 de setembre del 1371, amb la derrota del príncep Vukašin Mrnjavčević, va permetre al coemperador Manuel II Paleòleg recuperar la ciutat però al cap de dos anys (1373) la va perdre enfront dels otomans. El domini otomà fou breu (entre un i tres anys) i Manel la va recuperar (en data incerta entre 1374 i 1376) però els turc la van conquerir definitivament el 19 de setembre de 1383 per obra d'Evrenos Gazi i Djadarli Kara Khalil Khayr al-Din Pasha; els habitants conservarien els béns i les esglésies i les muralles serien demolides. Serres va esdevenir capital d'un sandjak de la província de Rumèlia (1383-1826); al no haver estat destruïda el 1383 va augmentar la seva importància; els otomans es van instal·lar a la rodalia a la part oest (la Porta de Poros) i sud on van crear nous barris en els quals es van instal·lar turcs d'Anatòlia, i a la rodalia poblacions nòmades (yürük). Al segle xv hi van arribar els primers jueus expulsat de la península Ibèrica. El 1385 el sultà Murat I s'hi va instal·lar per tenir-la com a centre d'operacions contra els serbis. La revolta del xeic Badr al-Din Mahmud i el seu company Büklüdje Mustafà, es va acabar a Serres el 1412 quan foren penjats en aquesta ciutat. El 1462 l'emperador David Comnè de Trebisonda, després de rendir el seu estat, fou enviat a Serres, però allí fou executat amb la seva família el 1466. Després de la derrota turca a la batalla de Lepant el 1571, els grecs de la ciutat es van revoltar sense èxit.
Serres tenia 6.200 habitants el 1454/1455 (2.750 musulmans i -3.450 cristians) però el 1474 va baixar a 4.896 (3.150 i 1.706) retornant als sis mil el 1569/1570 (4.165 musulmans, 1.555 cristians, 280 jueus). El segle xv tenia 25 barris musulmans i 45 de cristians. Al segle xvii fou visitada per diversos personatges com Hajji Khalifa, Evliya Çelebi, Robert de Dreux i el comerciant i després sacerdot Papasinadè, que va escriure una Crònica de Serres que relata la història local del 1598 al 1642. Evliya diu que tenia 10 barris cristians i 30 musulmans i el mercat era el més gran de la regió amb 2000 botigues, 17 khans i 9 bezestens. La vila havia augmentat considerablement la seva superfície i hi havia diverses mesquites i tres esglésies (que van subsistir fins al segle xix, quedant destruïdes en l'incendi de 1849).
Al segle xviii un relat de J. V Arasy dona indicis de la seva activitat comercial amb el cotó i detecta que els musulmans eren una gran majoria. Al segle xix va arribar a entre 25.000 i 30.000 habitants. Del 1826 fins a 1913 va formar part de la província de Tessalònica (Selanik). El 1849 la ciutat va patir un devastador incendi que va destruir part de la ciutat, unes 4000 cases, incloent el mercat. El 1886 el coronel grec Schinas la fixa en 28.000 (14.000 cristians, 11.000 musulmans, 2.000 jueus, 1000 gitanos) i diu que tenia 26 esglésies, 22 mesquites, 2 escoles gregues i 6 escoles turques, a més de 24 kans i un mercat; al mateix temps (1881-1893) els censos otomans donen 83.499 habitants al kaza o districte (31.000 musulmans, 31.000 cristians grecs, 19.500 cristians búlgars, 1000 jueus). Al cens del 1905 eren 42.000. La seva importància es va mantenir mercès a ser estació de la línia Tessalònica-Istanbul oberta el 1896. El cotó, producte dominant fins vers 1870, va ser substituït pel tabac.
El 1903 fou centre de la revolta d'Ilinden. Els búlgars la van ocupar el 1913 però es van haver de retirar davant de l'avanç grec i la van destruir abans de sortir (juliol del 1913). Al final del 1913 tenia 18.668 habitants segons el cens fet pels grecs. Bulgària la va tornar a ocupar a la Primera Guerra Mundial però al final de la guerra fou cedida a Grècia i aviat va agafar aspecte europeu; tenia 14.564 habitants el 1920, amb 29.649 habitants el 1928 (per l'arribada de grecs de Turquia encara que els turcs local van marxar) i amb 34.630 el 1941; després, a la Segona Guerra Mundial, va retornar a Bulgària fins que el 1945 va ser restituïda a Grècia. Va tenir un creixement moderat arribant a 45.213 habitants el 1991.

## Monuments
Entre els que es conserven cal esmentar l'església de Sant Teodor (segle XI o XII), la de Sant Nicolas de l'Acròpolis (primera meitat del segle xiv) i la de Sant Jordi i Sant Demetri (del segle xii). Una antiga bezesten serveix ara de museu arqueològic. D'edificis musulmans se'n conserven pocs, destacant un Hammam i tres mesquites entre les quals la de Mehmed Bey, la més antiga i una de les més grans dels Balcans, datada del 1492/1493; les altres són la de Mustafà Bey Camii (1519) i la Zincirli Camii (1577/1578).